# Diagnoses Plantarum Orientalium Novarum
Diagnoses Plantarum Orientalium Novarum (abreviado Diagn. Pl. Orient.) es un libro con ilustraciones y descripciones botánicas que fue escrito por Pierre Edmond Boissier y publicado en Leipzig en tres volúmenes en los años 1843-1854. 
La edición consta de 2 series con 3 volúmenes:
- serie 1, vol. 1 (1843-1846) y vol. 2 (1849-1854)
- serie 2, vol. 3 (1854-1859)